# Ghezzi & Brian
Ghezzi & Brian je italijanski proizvajalec motociklov s sedežem v kraju Missaglia. Podjetje je bilo ustanovljeno leta 1995, ko sta Giuseppe Ghezzi in Bruno (Brian) Saturno začela razvijati dirkalne motocikle z dvovaljnimi motorji. Leta 1999 so začeli s prodajo motociklov za uporabo po javnih cestah. Motorji Ghezzi & Brian so deloma podobni Moto Guzzijevem dvovaljnim V-motorjem.